# Parc Meudon (Neder-Over-Heembeek)
Pour les articles homonymes, voir Meudon (homonymie).
Le parc Meudon (en néerlandais : Meudonpark) est un espace vert de 7 hectares situé entre le cœur urbain à Neder-Over-Heembeek et son quartier industriel, sur le terrain occupé autrefois par le château de Meudon.
Le parc appartient à la ville de Bruxelles, qui a acheté une partie de l'ancien domaine en 1950.
Le parc a été réaménagé en 1982.

## Éléments remarquables
Les éléments remarquables du parc sont avant tout les vestiges de l'ancien domaine : le portail en briques rouges de 1870 et les pavillons du XVIIIe siècle (en cours de classement).

## Accessibilité
Ligne 53 des autobus de Bruxelles, arrêts Wimpelberg ou Val Maria.